# Athetis lentina
Athetis lentina là một loài bướm đêm trong họ Noctuidae.